# Lola Galovart
María Dolores Galovart Carrera, née le 5 janvier 1955, est une femme politique espagnole membre du Parti socialiste ouvrier espagnol (PSOE).
Elle est élue députée de la circonscription de Pontevedra lors des élections générales de décembre 2015.

## Biographie

### Vie privée
Elle est mariée.

### Profession
María Dolores Galovart Carrera est titulaire d'une licence en droit. Elle est magistrate.

### Activités politiques
Elle a été défenseure du peuple galicien.
Le 20 décembre 2015, elle est élue députée pour Pontevedra au Congrès des députés et réélue en 2016.
Au Congrès, elle est porte-parole socialiste au sein de la commission mixte chargée des relations avec le défenseur du peuple. Elle annonce en février 2019 ne pas se représenter à l'occasion des élections anticipées d'avril suivant.